# Малая Чураковка
Малая Чураковка (каз. Кіші Чураковка) — село в Алтынсаринском районе Костанайской области Казахстана. Входит в состав Убаганского сельского округа. Код КАТО — 393257400.

## География
Село находится примерно в 1 км к северу от села Убаганское, административного центра района.

## История
До 5 апреля 2013 года село входило в состав упразднённого Силантьевского сельского округа.

## Население
В 1999 году численность населения села составляла 568 человек (277 мужчин и 291 женщина). По данным переписи 2009 года, в селе проживало 552 человека (268 мужчин и 284 женщины).